# Шуваловский парк
Шува́ловский парк (в XIX веке: Парголовский сад) — исторический парк в посёлке Парголово, бывшем имении графов Шуваловых, на севере территории современного Санкт-Петербурга.
Парк занимает 142 га к северу от реки Старожиловки, из них 136 га находится в границах охраняемого объекта культурного наследия (новое строительство там запрещено). В парке много вековых елей. Рельеф холмистый. Раньше иногда проводились любительские соревнования по велогонкам кросс-кантри.

## Предыстория
В Писцовой книге Водской пятины за 1500 год перечисляются многочисленные малонаселённые деревни, существовавшие в окрестностях современного Парголова. Как следует из карты 1662 года, на которой вблизи современного Нижнего Суздальского озера, у речки Старожиловка, был указан населённый пункт под названием Кабилуя, здесь располагалась мыза шведского помещика.
После Северной войны Пётр I подарил эти земли своей дочери Елизавете.

## Усадьба «Парголово»
Шуваловский парк называется так от графов Шуваловых, которые владели землями Парголовской мызы после того, как Петру Ивановичу был пожалован в 1746 году титул графа и до смерти в 1903 году князя Воронцова-Шувалова, последнего из младшей ветви рода. После этого земли унаследовал муж его сестры Елизаветы, граф Илларион Иванович Воронцов-Дашков. На тот момент размеры парка составляли 5799 десятин.
В 1820-х гг. по воле графини В. П. Шуваловой Петром Эрлером была произведена перепланировка парка, сохранившаяся до наших дней.
В 1912—15 годах по проекту архитектора С. С. Кричинского в парке было построено в стиле неоклассицизма здание дачи Воронцова-Дашкова.

## Достопримечательности
- Дача И. И. Воронцова-Дашкова (арх. С. Кричинский) — см. фото выше, также панораму[3];
- Малый дворец 1850-х гг. постройки (арх. Г. Ю. Боссе);
- «Жёлтая дача» — деревянный особняк Максимилиана Месмахера;
- «Зелёная дача» конца XIX века;
- Конный двор в скандинавском стиле из «дикого камня» (1907);
- 12 прудов, в том числе Рубаха Наполеона и Шапка Наполеона;
- Церковь Петра и Павла в готическом стиле;
- Склеп Адольфа;
- Каменный мост;
- насыпная гора «Старый Парнас»;
- гора «Новый Парнас»;
- руины Туфовой арки;
- руины Холодной бани;
- штаб Ленинградского фронта (закопан после несчастного случая).

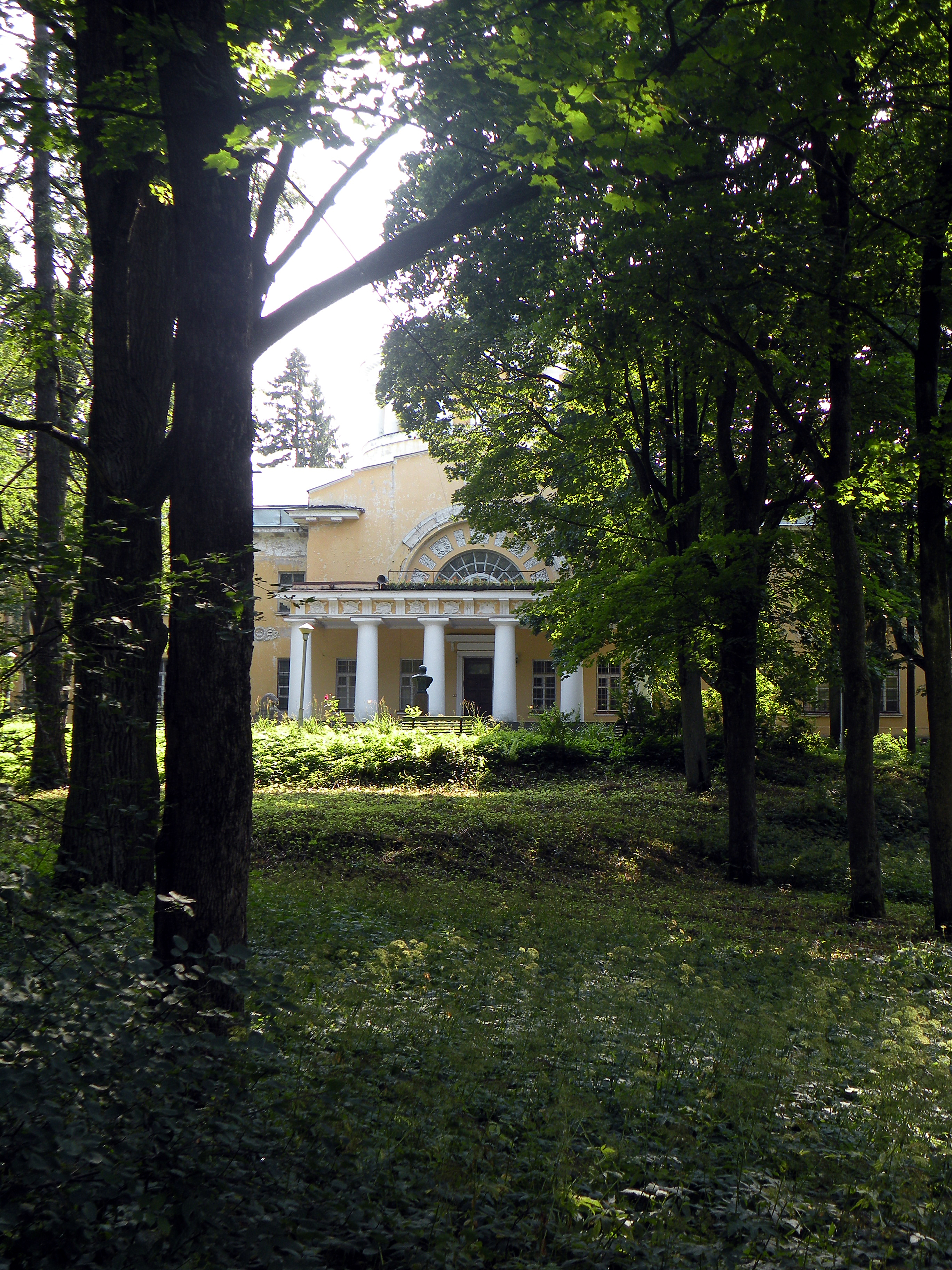
Дача Воронцова-Дашкова («Шуваловский дворец») — центральное здание усадьбы в наши дни
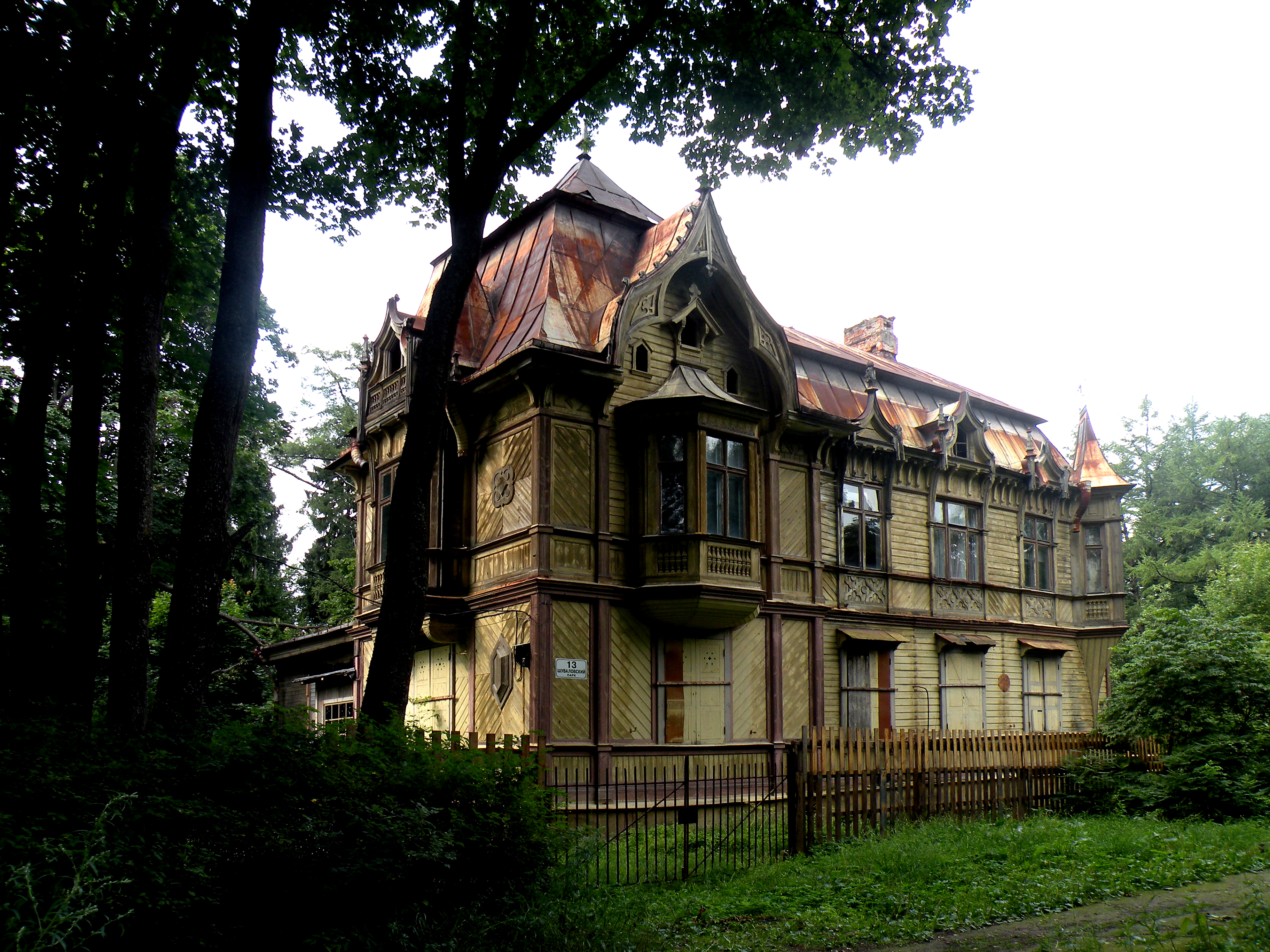
Жёлтая дача Месмахера
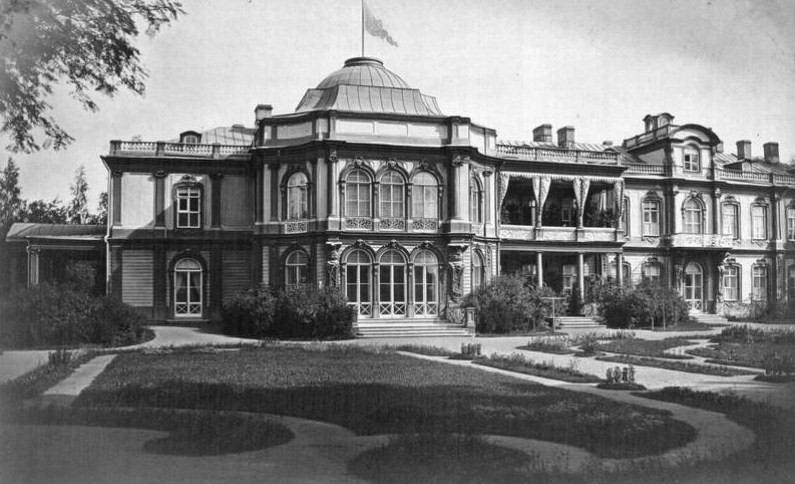
Малый дворец

## Гора Парнас в Парголове
…В то время парком владел внук его основателя, видный масон Павел Андреевич Шувалов. Он превратил один из склонов горы в символ масонства, придав ему форму чёткого треугольника. Представьте себе глаз, вписанный в этот треугольник, и перед вами будет главный символ масонства — всевидящее око.

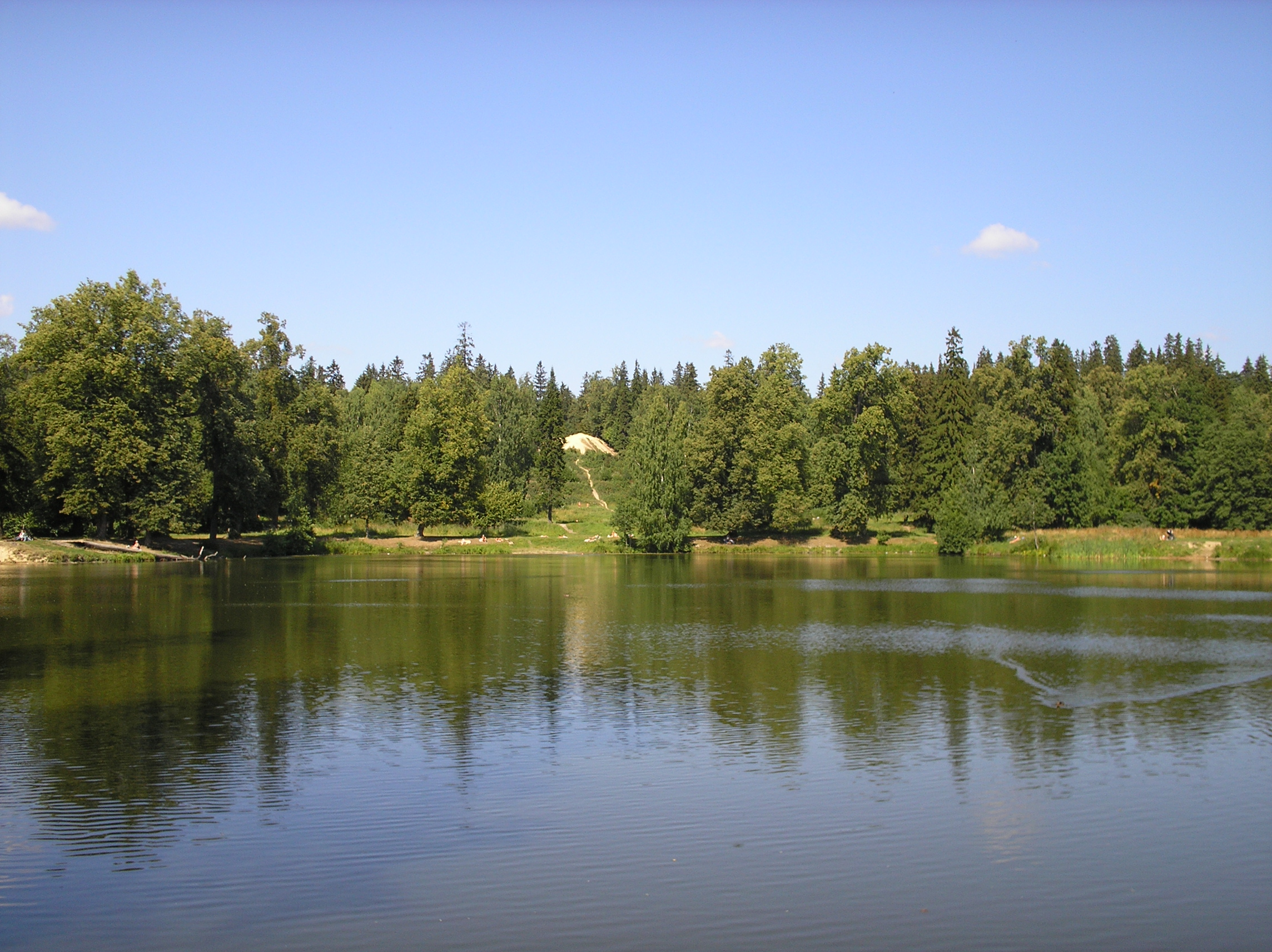
Холм Парнас

В юго-восточной части парка находится насыпной холм, получивший название «Парнас». Этот холм был создан руками крепостных графа П. И. Шувалова грунтом, добытым при рытье двух прудов у подножия холма. За свои очертания пруды получили названия «Шапка Наполеона» и «Рубашка Наполеона».
Под влиянием движения парнасцев название холма метафорически связано с древнегреческой мифологией, где Парнас считался местом обитания бога Аполлона и муз.

Когда гора Парнас получила своё название, неизвестно. Можно предположить, что это случилось во второй половине XVIII века — в период увлечения античностью.— Александрова Е. Л. Шуваловский парк  / глав. ред. Полторак С. Н. — Нестор, 2005. — Вып. 3 (25). — С. 15—20.
С вершины холма, на котором была устроена специальная огороженная площадка со скамейками, был виден даже Финский залив. Сегодня с него можно увидеть в основном панораму северных новостроек, хотя в ясную погоду с вершины Парнаса также виден купол Исаакиевского собора.
Во время Великой Отечественной войны в холме был вырыт командный пункт связи Ленинградского фронта. В октябре 1991 г. здесь засыпало двоих детей, и в ходе спасательной операции часть «Парнаса» была срыта.

## Церковь Петра и Павла

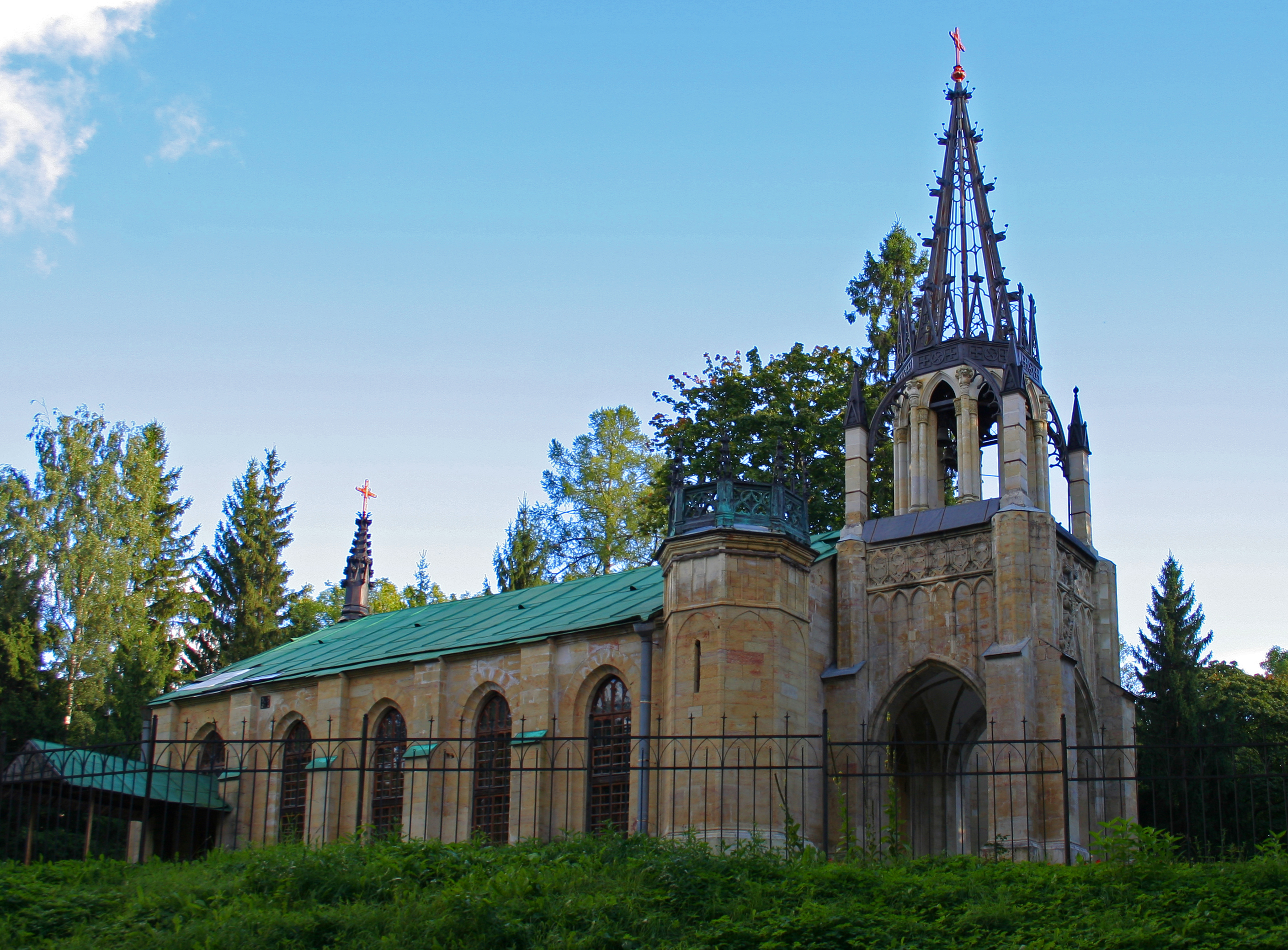
Церковь святых апостолов Петра и Павла

Графиня Варвара Петровна Шувалова, вдова графа Павла Андреевича, после смерти своего второго мужа, французского графа Адольфа Полье, решила увековечить его память, попросив архитектора А. П. Брюллова разработать проект храма и склепа для упокоения праха супруга.
В 1830-х годах Брюллов в парке построил Церковь святых апостолов Петра и Павла в неоготическом стиле. Церковь была освящена 27 июня 1846 года, закрыта в 1935 году, здание переоборудовано под клуб. Богослужения были возобновлены в конце 1990 года, ведётся реставрация.
30 июня 1872 в этой церкви венчался Николай Римский-Корсаков с Надеждой Пургольд.

Склеп Адольфа
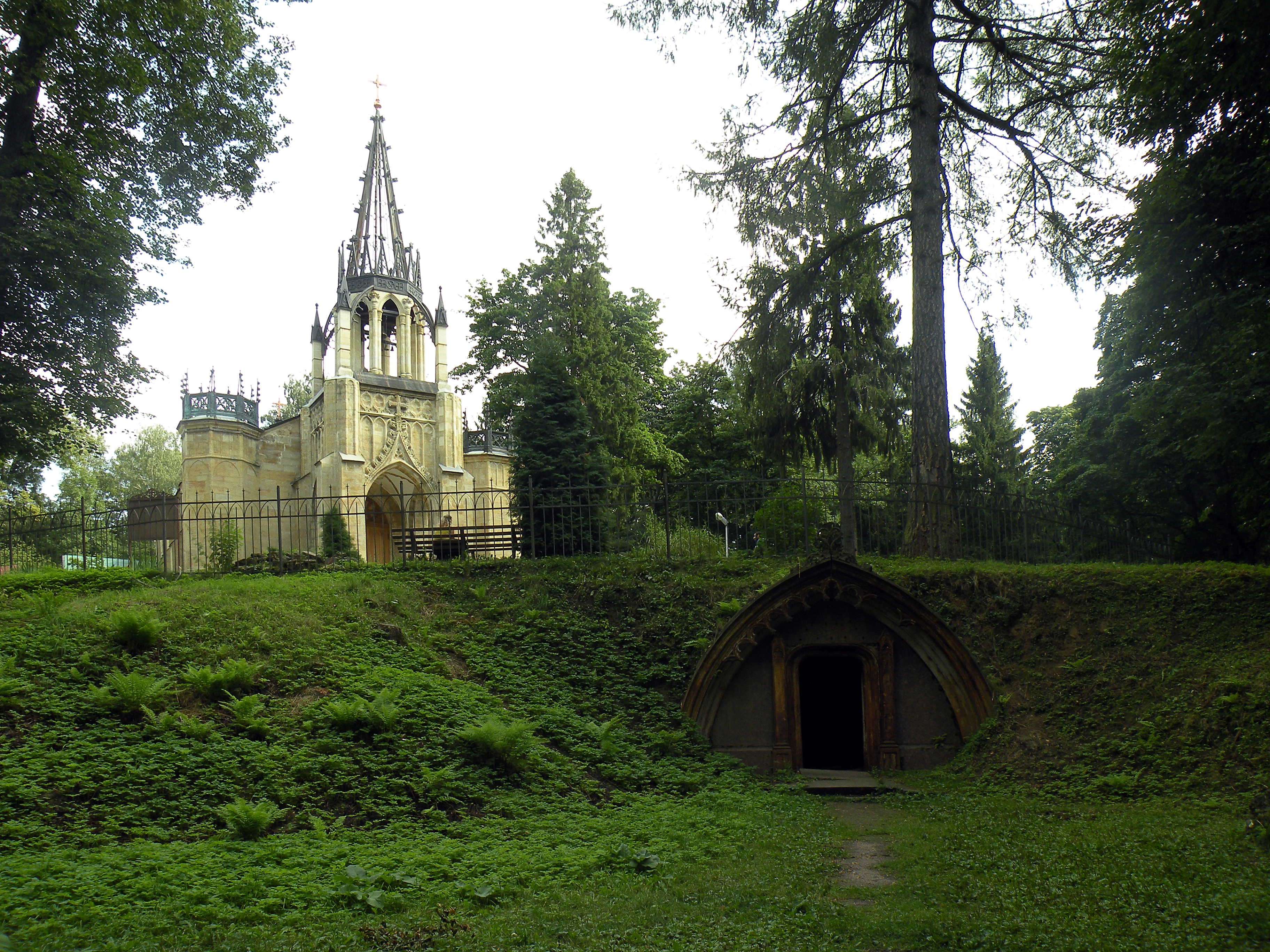
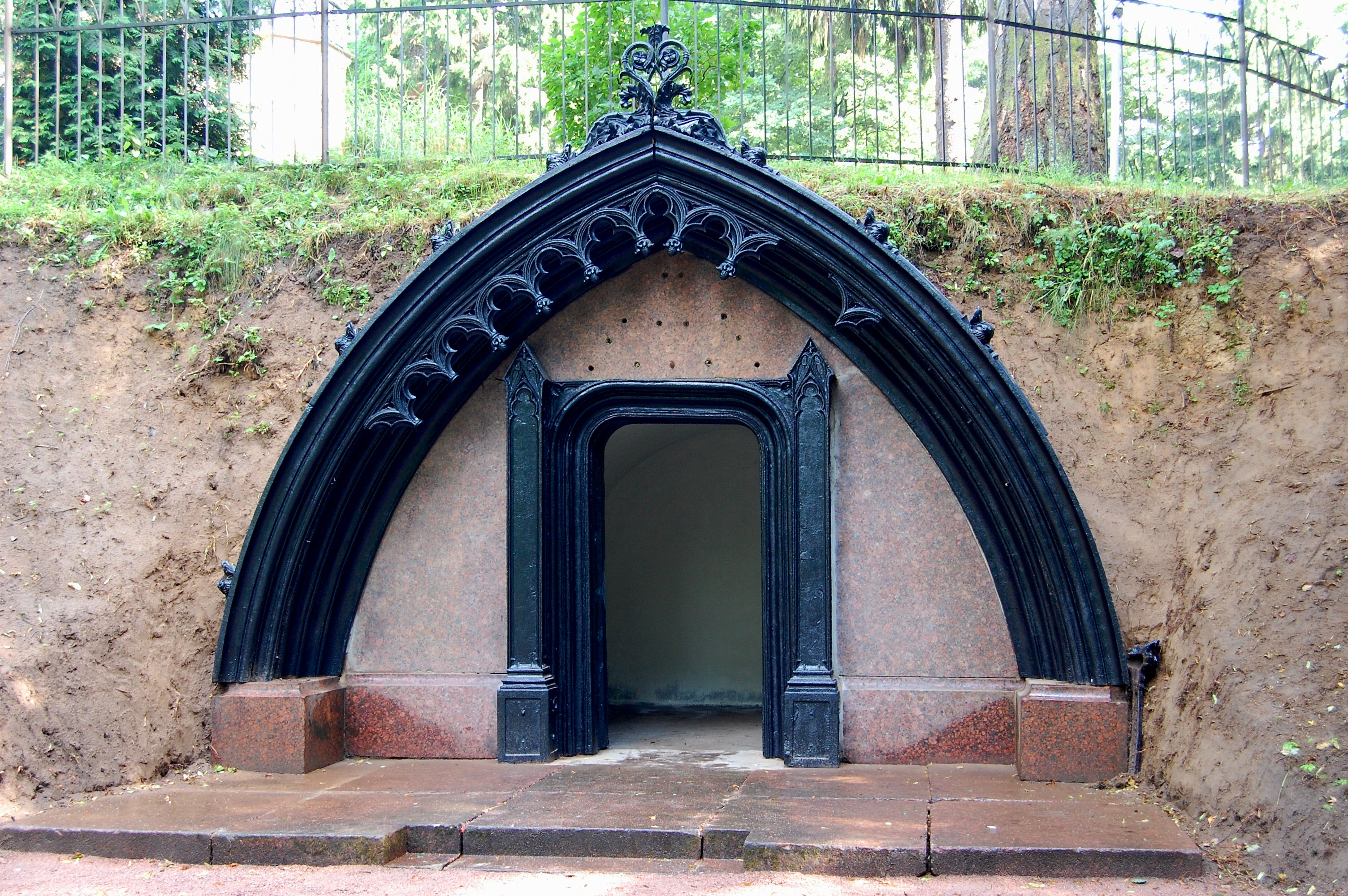
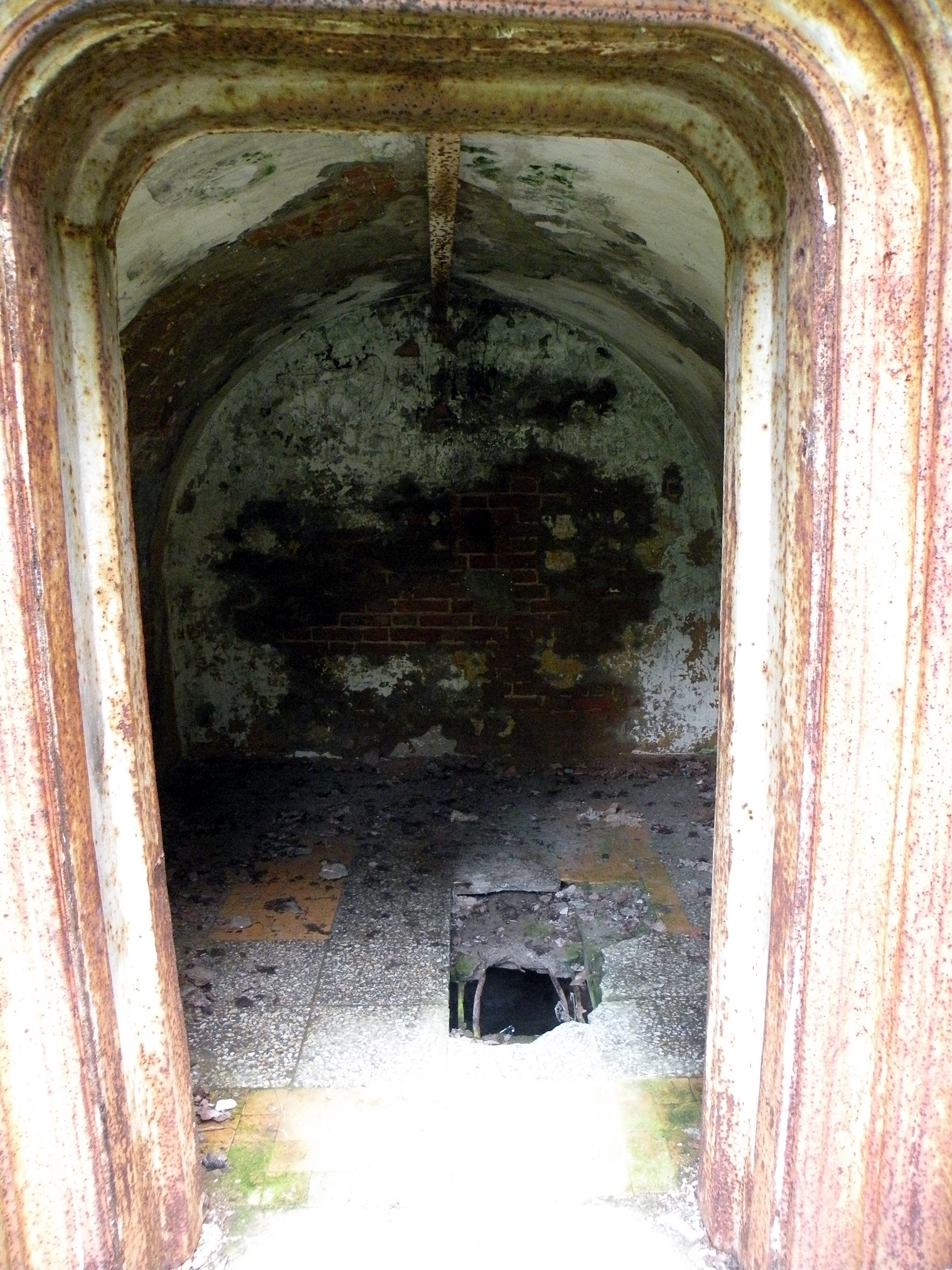

## Институт токов имени Вологдина
С 1947 года дачу Воронцова-Дашкова занял Институт токов высокой частоты имени В. П. Вологдина (ВНИИТВЧ), вся территория парка была передана в хозяйственное ведение института. Институт размещается на участке около 10 га в центре парка, занимая Большой и Малый дворцы, Дом садовника и Конный двор.
ВНИИТВЧ обязан содержать и реставрировать парк с 12 прудами и все расположенные там памятники середины XVIII — первой трети XIX века, в том числе церковь Святых апостолов Петра и Павла, склеп графа Адольфа Полье, каменный мост, Старый Парнас и частично разрушенный Новый Парнас, а также руины Туфовой арки и Холодной бани.
Институт не выполнял своих обязательств по содержанию памятников, с 2007 до 2015 года Арбитражный суд города приговорил его к выплате неустоек на общую сумму свыше 250 тыс. рублей за нарушение условий охранных обязательств. К 2018 году институт находился в кризисном финансовом состоянии — шло 24 исполнительных производства на сумму свыше 11 млн рублей, имущество организации арестовали. В 2019 году институт, переданный в управление ООО «РТ-Капитал», начал выставлять на торги и распродавать непрофильные активы, к которым отнесли исторические дачи и постройки в Шуваловском парке. 19 мая 2020 года «Жёлтую дачу» выкупило на торгах частное лицо, заявив, что после реставрации особняка откроет в нём общественное пространство. Однако по состоянию на апрель 2021 года работы по консервации или восстановлению не начались.
Горожане и градозащитники обеспокоены судьбой памятников культуры Шуваловского парка. По их мнению, распродажа парка в частные руки может привести к их полной утрате. В июле 2021 года была запущена петиция о присвоении Шуваловскому дворцово-парковому ансамблю статуса государственного музея-заповедника.